# Synoicum daucum
Synoicum daucum är en sjöpungsart som beskrevs av Monniot 1977. Synoicum daucum ingår i släktet Synoicum och familjen klumpsjöpungar. Inga underarter finns listade i Catalogue of Life.